# Pieter Sjoerds Gerbrandy
Pieter Sjoerds Gerbrandy, född 13 april 1885, död 7 september 1961, var en nederländsk jurist och politiker.
Pieter Sjoerds Gerbrandy blev 1930 professor i handelsrätt vid Amsterdams högskola och blev 1939 justitieminister. 1940–1945 var han ministerpresident i nederländska exilregeringen i London, 1940–1942 även justitieminister och 1941–1942 även minister för kolonierna. Han återvände till Nederländerna 1945.